# Salmakis
Salmakis (gr. Σαλμακίς Salmakís, łac. Salmacis) – w mitologii greckiej najada jeziora w Karii.
Pokochała syna Hermesa i Afrodyty – Hermafrodytę. Ten wpadł w jej objęcia podczas kąpieli, jednak nieczuły na jej wdzięki odrzucał zaloty pięknej nimfy. Salmakis była jednak uparta, więc uprosiła bogów, aby połączyli ją z ukochanym w jednym ciele. I tak bogowie uczynili z obojga jedno ciało o cechach obu płci.
Angielski poeta i dramaturg Francis Beaumont napisał poemat Salmacis and Hermaphroditus oparty na Metamorfozach Owidiusza.